# Ivan Albert Géruzet
Ivan Albert Géruzet, né le 12 mai 1875 à Bruxelles et mort le 29 juillet 1917 à Saint-Jacques Capelle, est un militaire belge, officier d'artillerie, décédé lors de la Première Guerre mondiale.

## Biographie
Ivan Géruzet est le fils de Jules Alfred Géruzet et d'Augustine Louise Wuillot.

## Carrière
Sous-lieutenant en décembre 1894, Yvan Géruzet commence la Première guerre mondiale comme Capitaine-Commandant puis est nommé Major le 21 juillet 1916. 
Il commandait un groupe du 6ème régiment d'artillerie lorsque, le 29 juillet 1917, un obus toucha son abri et le blessa mortellement à Saint-Jacques Capelle, près de Dixmude, à l'âge de 42 ans.

## Postérité
Son nom a été donné à la Caserne Major Géruzet qui abritait alors le 2e régiment de guides puis fut occupée par la gendarmerie belge et actuellement par la police fédérale.

## Décorations
Il fut nommé Officier de l'Ordre de Léopold à titre posthume avec la citation suivante :
« Officier de grande valeur, très brave et très courageux, avait une conception très élevée de son devoir qu'il accomplissait d'une manière remarquable dans toutes les circonstances, a été mortellement blessé à Saint-Jacques-Capelle le 29 juillet 1917. »